# Bayerotrochus africanus
Bayerotrochus africanus (Tomlin, 1948) é uma espécie de molusco gastrópode marinho da família Pleurotomariidae, nativa da região sul da África.

## Descrição
Bayerotrochus africanus possui concha frágil de até 12 centímetros, em forma de turbante, com coloração bege claro ou laranja, ou até mesmo com estrias em rosa. Interior da abertura fortemente nacarado. As espécies do gênero Bayerotrochus são geralmente mais frágeis, arredondadas e menos esculpidas em sua superfície do que os outros três gêneros viventes de Pleurotomariidae.[carece de fontes?]

## Distribuição geográfica
O primeiro exemplar de B. africanus foi coletado ao longo da costa da Província de Natal (África do Sul) em 1931, a uma profundidade de aproximadamente 365 metros. Também pode ser encontrado no litoral de Moçambique (região do Arquipélago de Bazaruto). Em profundidades de 200 a 400 metros.

## Taxonomia
No ano de 1955 esta espécie foi dividida por Kuroda em duas subespécies distintas: Bayerotrochus africanus africanus e Bayerotrochus africanus teramachii, descrita por ele. Esta última subespécie foi, posteriormente, denominada Bayerotrochus teramachii e se encontra em águas do Vietnã ao Japão.